# Classe Nuraghes
La classe Nuraghes è composta da due unità gemelle di tipo fast-cruise ferry in servizio per Tirrenia. I traghetti, costruiti da Fincantieri tra il 2004 e il 2005, operano prevalentemente tra Porto Torres e Genova. I nomi delle due unità sono GNV Sirio e GNV Auriga. Possono trasportare 3.000 passeggeri con più di 1.000 vetture al seguito.

## Caratteristiche
La classe Nuraghes è essenzialmente identica alla classe Bithia, ma possiede un ponte auto in più. Appartiene alla stessa serie delle due unità Amsicora / Bonaria (che erano state in servizio per Tirrenia) e alle altre due unità di tipo Kydon Palace della greca Minoan Lines. Grazie all'aggiunta di un ponte, la Nuraghes e la Sharden raggiungono le 40.000 tonnellate di stazza, arrivando ad essere tra le più grandi navi-traghetto d'Europa. Inoltre è stato possibile aumentare la capacità merci, quasi 2.000 metri lineari che corrispondono a circa 140 semirimorchi, o una capacità di 1.085 autovetture, grazie anche ad un Car Deck mobile posto al ponte 4, numero che diminuisce a circa 200 auto con tutte le corsie merci occupate. Il numero massimo di passeggeri trasportabili è di 3.000 unità (circa 300 in più rispetto alla classe Bithia). Le navi sono pertanto strutturate su nove ponti:
- Ponte 8 Comando: infermeria, canile, solarium
- Ponte 7 Arcobaleno: area bambini, 648 poltrone seconda classe, 68 cabine
- Ponte 6 Imbarcazioni: accoglienza, bar centrale, bar sala delle feste, cinema, ristorante, self service, negozio.
- Ponte 5 Aurora: 258 cabine
- Ponte 4 car deck Auto: 265 auto
- Ponte 4 Garage Superiore: 373 auto o 70 semirimorchi
- Ponte 3 Garage Principale: 335 auto o 65 semirimorchi
- Ponte 2 Garage Inferiore 2: 60 auto
- Ponte 1 Garage Inferiore 1: 52 Auto

Per quanto riguarda l'arredo e i servizi offerti, la classe Nuraghes presenta le medesime caratteristiche della classe Bithia.

## Propulsione
Nonostante l'aggiunta di un ponte e quindi dell'aumento del dislocamento, sono stati impiegati gli stessi motori diesel Wärtsilä 12V46C della classe Bithia. Anche in questo caso queste quattro unità generano più di 51.000 kW di potenza, che permettono alla nave di raggiungere a pieno carico la velocità di crociera di 29 nodi (53,70 km/h). Queste prestazioni vengono utilizzate per le sole traversate diurne e in alta stagione, ovvero quando il traffico di passeggeri e veicoli giustifica il più alto consumo di carburante, altrimenti i traghetti viaggiano ad una velocità che permette loro un maggior risparmio, compresa tra i 19 e i 23 nodi, grazie all'utilizzo di due motori su quattro.

## Navi appartenenti alla classe
| Nome       | Immagine | Varo              | Cantiere                | Entrata in servizio | Stato       |
| ---------- | -------- | ----------------- | ----------------------- | ------------------- | ----------- |
| GNV Sirio  |          | 24 gennaio 2004   | Castellammare di Stabia | 15 luglio 2004      | In servizio |
| GNV Auriga |          | 28 settembre 2004 | Castellammare di Stabia | metà marzo 2005     | In servizio |

## Servizio

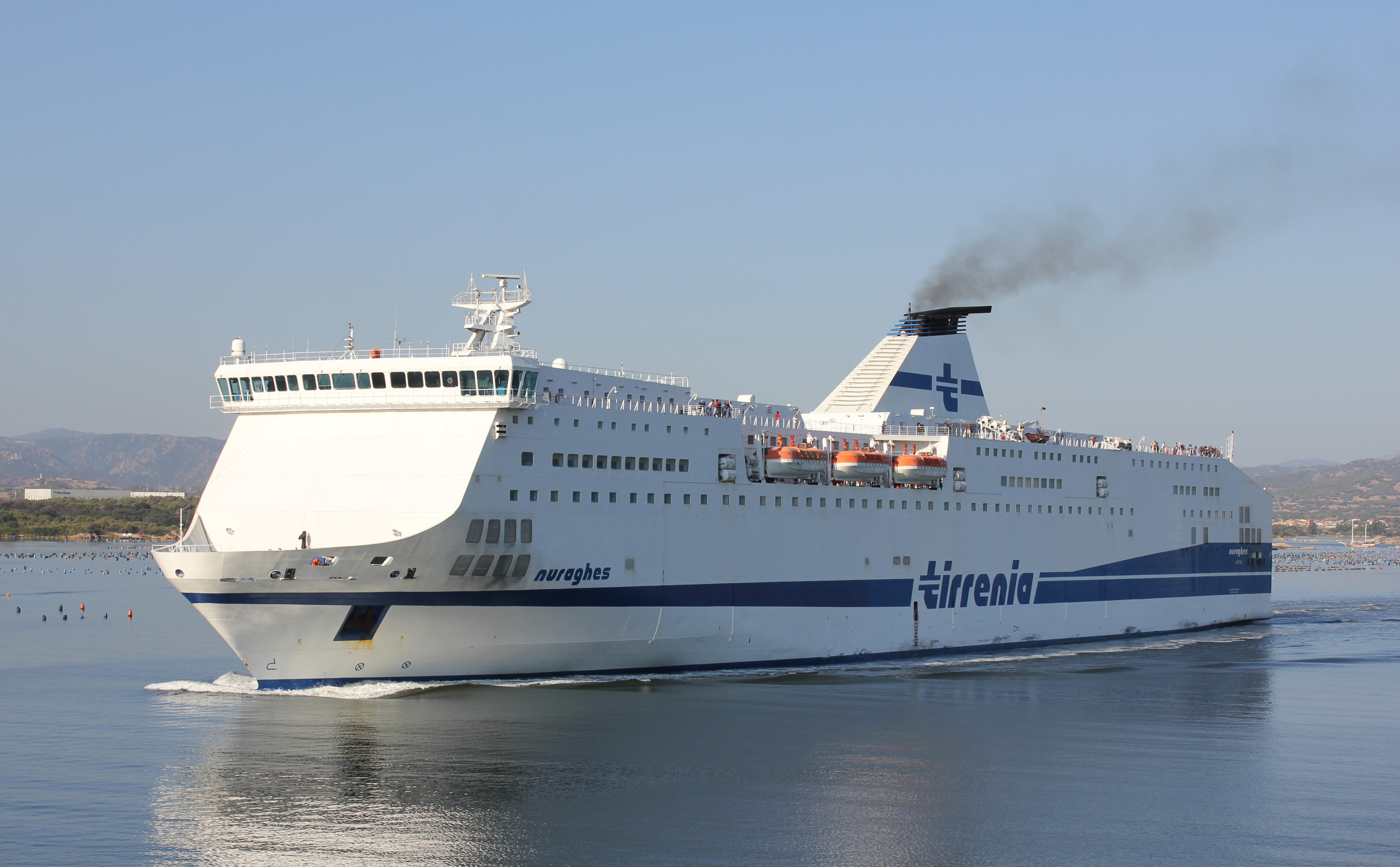
La Nuraghes in partenza dal porto di Olbia (2012)

La Nuraghes fu varata il 24 gennaio 2004, presentata il 30 giugno 2004 ed entrò in servizio il 15 luglio 2004 sulla tratta Civitavecchia - Olbia. 
Durante il suo servizio ebbe due incidenti, uno nel 2004 (ad appena due mesi dall'entrata in servizio) e uno nel 2006.
Il 28 settembre 2004 Fincantieri varò la seconda unità della classe, ovvero la Sharden. La nave venne consegnata alla Tirrenia il 2 marzo 2005 per poi entrare in servizio verso metà marzo sempre sulla Civitavecchia - Olbia.
Nel luglio 2016 le due unità gemelle vengono impiegate sulla Genova-Porto Torres.
In seguito a un accordo tra Onorato Armatori e Warner Bros., nel 2017 le due unità hanno adottato una nuova livrea raffigurante Batman e Wonder Woman.
Nell'aprile 2023, la capoclasse Nuraghes cambia livrea, passando a Moby Lines e rinominata Moby Vinci. 
Dal 20 marzo 2024, Moby Vinci e Sharden sono passate a GNV, cambiando livrea e rinominate rispettivamente GNV Sirio e GNV Auriga.
Da fine luglio 2024, le due unità gemelle impiegano le rotte Genova - Olbia e Genova - Palermo, scambiandosi ogni giorno le rotte.

## Incidenti
Alle 20:00 del 17 settembre 2004 la Nuraghes, entrata in servizio da appena due mesi, fu speronata dal traghetto La Superba di Grandi Navi Veloci durante le fasi d'attracco nel porto di Olbia. La Nuraghes era ormeggiata al molo 3 dalla mattina ed era in attesa di dirigersi verso Civitavecchia, la cui partenza era prevista per le 23:00. Al momento dello scontro erano presenti a bordo solo i membri dell'equipaggio. La Nuraghes riportò svariati danni a prua, alla console di comando, al posto di manovra e parzialmente verso poppa. Una scialuppa di salvataggio cedette affondando nel mare, mentre un gonfiabile rimase appeso a mezz'aria. Dopo gli accertamenti da parte del Registro Italiano Navale, la Nuraghes partì in ritardo verso lo scalo laziale. La colpa fu imputata al comando de La Superba, il quale non avrebbe richiesto il supporto del rimorchiatore nonostante il maltempo.
Il 21 giugno 2006 alle ore 13:00 circa, la Nuraghes, proveniente da Civitavecchia, fu speronata dal traghetto Moby Fantasy, della compagnia Moby Lines, all'interno del golfo di Olbia. La prua del Fantasy aprì uno squarcio sulla fiancata della Nuraghes, ma senza causare feriti gravi. Stando alla Procura, la responsabilità fu imputata al comando della nave di Tirrenia, che non rispettò la precedenza mantenendo una velocità di 28 nodi. Concausa fu anche la scarsa visibilità presente in quel momento all'interno del golfo. Secondo il PM non furono utilizzati i segnali sonori di emergenza e non vi furono adeguate comunicazioni radio.
Il 3 febbraio 2012 alle 23:30 circa, il traghetto Sharden, in partenza da Civitavecchia con destinazione Olbia, a causa del forte vento e di un'eccezionale bufera di neve che imperversava su tutta la provincia di Roma e il centro Italia riducendo sensibilmente la visibilità, urtò la diga foranea procurandosi uno squarcio di circa 30 metri al di sopra della linea di galleggiamento, nessun ferito tra i 262 passeggeri e i 53 membri dell'equipaggio.
Il 13 luglio 2016 la Sharden e la Excelsior della GNV urtano nel porto di Genova a causa del vento a 25 nodi.

## Origine dei nomi
Anche per questa classe di navi, la Tirrenia ha dato nomi strettamente correlati alla Sardegna. Nello specifico Nuraghes si riferisce alle tipiche costruzioni della civiltà nuragica, mentre Sharden sarebbe l'antico nome della Sardegna, quando questa era probabilmente abitata dagli Shardana nel II millennio a.C.